# Michał Grzegorz Grabowski
Michał Grzegorz Grabowski herbu Oksza (ur. 1719 na Litwie, zm. 8 sierpnia 1799 w Krakowie) – generał lejtnant wojsk litewskich.
Pochodził z rodziny średnioszlacheckiej, znanej z licznych wojskowych litewskich i koronnych. Miał 2 braci: Jana Jerzego i Pawła, starostę czchowskiego. Miał dwoje dzieci: Pawła Jana generała i Izabelę, żonę pułkownika Stefana Rayskiego.
Od młodości służył w wojsku litewskim zawodowo na kolejnych stanowiskach dowódczych. W 1757 pułkownik gwardii litewskiej i szambelan Augusta III (do 1764). Generał z 1767 jako szef Regimentu Gwardii Konnej – poplecznik K. Branickiego i towarzysz jego walk z koliszczyną na Ukrainie i z Konfederacją Barską. W 1770 wraz z bratem Janem Jerzym dostał się koło Siedlec do niewoli barszczan. Został deportowany do Bardijewa. W l. 1771–1772 ponownie w polu, razem z Aleksandrem Suworowem szturmował Wawel i walczył pod Wieliczką. Sowicie wynagradzany przez Stanisława Augusta za wierność. W 1783 nagrodzony patentem generała lejtnanta.